# Élections législatives de 2012 en Charente-Maritime
Les élections législatives françaises de 2012 se déroulent les 10 et 17 juin 2012. Dans le département de la Charente-Maritime, non concerné par le redécoupage électoral, cinq députés sont à élire dans le cadre de cinq circonscriptions.

## Élus
|   | Circonscription | Député sortant      |  | Parti | Député élu ou réélu |  | Parti |
| - | --------------- | ------------------- |  | ----- | ------------------- |  | ----- |
| = | 1re             | Maxime Bono         |  | PS    | Olivier Falorni     |  | DVG   |
| = | 2e              | Jean-Louis Léonard  |  | UMP   | Suzanne Tallard     |  | PS    |
| = | 3e              | Catherine Quéré     |  | PS    | Catherine Quéré     |  | PS    |
| = | 4e              | Dominique Bussereau |  | UMP   | Dominique Bussereau |  | UMP   |
| = | 5e              | Didier Quentin      |  | UMP   | Didier Quentin      |  | UMP   |

## Résultats

### Résultats à l'échelle du département
| Parti          | Parti                                      | Premier tour | Premier tour | Second tour | Second tour | Sièges |
| Parti          | Parti                                      | Voix         | %            | Voix        | %           | Sièges |
| -------------- | ------------------------------------------ | ------------ | ------------ | ----------- | ----------- | ------ |
|                | Parti socialiste                           | 75 248       | 27,33        | 103 527     | 37,76       | 2      |
|                | Divers gauche dont MRC                     | 25 784       | 9,36         | 38 545      | 14,06       | 1      |
|                | Parti radical de gauche                    | 21 637       | 7,86         | 27 866      | 10,16       | 0      |
|                | Europe Écologie Les Verts                  | 8 475        | 3,08         |             |             | 0      |
|                | Majorité présidentielle                    | 131 144      | 47,63        | 169 938     | 61,99       | 3      |
|                |                                            |              |              |             |             |        |
|                | Union pour un mouvement populaire          | 90 546       | 32,88        | 104 201     | 38,02       | 2      |
|                | Divers droite dont DLR et PCD              | 2 760        | 1,00         |             |             | 0      |
|                | Parti radical                              | 1 117        | 0,41         | 0           |             |        |
|                | Droite parlementaire                       | 94 423       | 34,29        | 104 201     | 38,01       | 2      |
|                |                                            |              |              |             |             |        |
|                | Front national                             | 30 456       | 11,06        |             |             | 0      |
|                | Front de gauche                            | 11 776       | 4,28         | 0           |             |        |
|                | Mouvement démocrate                        | 3 885        | 1,41         | 0           |             |        |
|                | Divers écologiste dont LT-LNÉ, MHAN et AÉI | 1 873        | 0,68         | 0           |             |        |
|                | Extrême gauche dont LO et POI              | 1 560        | 0,57         | 0           |             |        |
|                | Divers                                     | 244          | 0,09         | 0           |             |        |
|                |                                            |              |              |             |             |        |
| Inscrits       | Inscrits                                   | 471 686      | 100,00       | 471 650     | 100,00      | 5      |
| Abstentions    | Abstentions                                | 192 343      | 40,78        | 189 130     | 40,1        |        |
| Votants        | Votants                                    | 279 343      | 59,22        | 282 520     | 59,9        |        |
| Blancs et nuls | Blancs et nuls                             | 3 982        | 1,43         | 8 381       | 2,97        |        |
| Exprimés       | Exprimés                                   | 275 361      | 98,57        | 274 139     | 97,03       |        |

### Résultats par circonscription

#### Première circonscription (La Rochelle)
| Candidat       | Candidat                               | Parti          | Premier tour | Premier tour | Second tour | Second tour |  |
| Candidat       | Candidat                               | Parti          | Voix         | %            | Voix        | %           |  |
| -------------- | -------------------------------------- | -------------- | ------------ | ------------ | ----------- | ----------- |  |
|                | Ségolène Royal                         | PS             | 19 005       | 32,03        | 22 661      | 37,02       |  |
|                | Olivier Falorni élu                    | diss. PS       | 17 155       | 28,91        | 38 545      | 62,98       |  |
|                | Sally Chadjaa                          | UMP            | 11 554       | 19,47        |             |             |  |
|                | Marie-Françoise de Lacoste-Lareymondie | RBM (FN)       | 4 036        | 6,80         |             |             |  |
|                | Brigitte Desveaux                      | EÉLV           | 2 186        | 3,68         |             |             |  |
|                | Esther Mémain                          | FG (PCF)       | 2 019        | 3,40         |             |             |  |
|                | François Drageon                       | PRV            | 1 117        | 1,88         |             |             |  |
|                | Arnaud Jaulin                          | CpF (MoDem)    | 1 061        | 1,79         |             |             |  |
|                | Michèle Coindeau                       | LT-LNÉ         | 531          | 0,89         |             |             |  |
|                | France Prenat                          | MPF            | 256          | 0,43         |             |             |  |
|                | Antoine Colin                          | LO             | 197          | 0,33         |             |             |  |
|                | Michel Le Creff                        | MRC            | 137          | 0,23         |             |             |  |
|                | Rodolphe Huguet                        | AR             | 62           | 0,10         |             |             |  |
|                | Alain Ignacimouttou                    | Divers gauche  | 18           | 0,03         |             |             |  |
|                |                                        |                |              |              |             |             |  |
| Inscrits       | Inscrits                               | Inscrits       | 98 753       | 100,00       | 98 754      | 100,00      |  |
| Abstentions    | Abstentions                            | Abstentions    | 38 849       | 39,34        | 35 507      | 35,95       |  |
| Votants        | Votants                                | Votants        | 59 904       | 60,66        | 63 247      | 64,05       |  |
| Blancs et nuls | Blancs et nuls                         | Blancs et nuls | 570          | 0,95         | 2 041       | 3,23        |  |
| Exprimés       | Exprimés                               | Exprimés       | 59 334       | 99,05        | 61 206      | 96,77       |  |

#### Deuxième circonscription (Rochefort)
| Candidat       | Candidat                   | Parti          | Premier tour | Premier tour | Second tour | Second tour |  |
| Candidat       | Candidat                   | Parti          | Voix         | %            | Voix        | %           |  |
| -------------- | -------------------------- | -------------- | ------------ | ------------ | ----------- | ----------- |  |
|                | Jean-Louis Léonard sortant | UMP            | 19 238       | 34,22        | 26 391      | 47,01       |  |
|                | Suzanne Tallard élue       | PS             | 17 711       | 31,50        | 29 752      | 52,99       |  |
|                | David Baudon               | diss. PS       | 7 086        | 12,60        |             |             |  |
|                | Joan Désiré                | RBM (FN)       | 5 261        | 9,36         |             |             |  |
|                | Gérard Blanchier           | FG (PCF)       | 2 685        | 4,78         |             |             |  |
|                | Patrick Angibaud           | EÉLV           | 2 144        | 3,81         |             |             |  |
|                | Dominique Droin            | MPF            | 806          | 1,43         |             |             |  |
|                | Victor Domingues           | NC             | 472          | 0,84         |             |             |  |
|                | Jean-Luc Delcampo          | MRC            | 381          | 0,68         |             |             |  |
|                | Frédéric Castello          | LO             | 240          | 0,43         |             |             |  |
|                | Claude Billot-Zeller       | POI            | 195          | 0,35         |             |             |  |
|                |                            |                |              |              |             |             |  |
| Inscrits       | Inscrits                   | Inscrits       | 97 490       | 100,00       | 97 489      | 100,00      |  |
| Abstentions    | Abstentions                | Abstentions    | 40 392       | 41,43        | 39 787      | 40,81       |  |
| Votants        | Votants                    | Votants        | 57 098       | 58,57        | 57 702      | 59,19       |  |
| Blancs et nuls | Blancs et nuls             | Blancs et nuls | 879          | 1,54         | 1 559       | 2,7         |  |
| Exprimés       | Exprimés                   | Exprimés       | 56 219       | 98,46        | 56 143      | 97,3        |  |

#### Troisième circonscription (Saintes)
| Candidat       | Candidat                        | Parti          | Premier tour | Premier tour | Second tour | Second tour |  |
| Candidat       | Candidat                        | Parti          | Voix         | %            | Voix        | %           |  |
| -------------- | ------------------------------- | -------------- | ------------ | ------------ | ----------- | ----------- |  |
|                | Catherine Quéré sortante réélue | PS             | 20 403       | 43,96        | 26 574      | 59,12       |  |
|                | Frédéric Neveu                  | UMP            | 13 344       | 28,75        | 18 373      | 40,88       |  |
|                | Agnès Kliewer                   | RBM (FN)       | 5 444        | 11,73        |             |             |  |
|                | Michèle Carmouse                | FG (PCF)       | 2 564        | 5,52         |             |             |  |
|                | Stéphane Trifiletti             | EÉLV           | 1 630        | 3,51         |             |             |  |
|                | Pierre Maudoux                  | CpF (MoDem)    | 1 072        | 2,31         |             |             |  |
|                | Serge Maupouet                  | MRC            | 535          | 1,15         |             |             |  |
|                | Esther Willer                   | DLR            | 429          | 0,92         |             |             |  |
|                | Joëlle de Corte                 | CDH (AÉI)      | 373          | 0,80         |             |             |  |
|                | Hugues Auvray                   | MPF            | 366          | 0,79         |             |             |  |
|                | Alexandre Kikolski              | LO             | 253          | 0,55         |             |             |  |
|                |                                 |                |              |              |             |             |  |
| Inscrits       | Inscrits                        | Inscrits       | 81 745       | 100,00       | 81 736      | 100,00      |  |
| Abstentions    | Abstentions                     | Abstentions    | 34 483       | 42,18        | 35 229      | 43,1        |  |
| Votants        | Votants                         | Votants        | 47 262       | 57,82        | 46 507      | 56,9        |  |
| Blancs et nuls | Blancs et nuls                  | Blancs et nuls | 849          | 1,8          | 1 560       | 3,35        |  |
| Exprimés       | Exprimés                        | Exprimés       | 46 413       | 98,2         | 44 947      | 96,65       |  |

#### Quatrième circonscription (Royan - Jonzac)
| Candidat       | Candidat                          | Parti          | Premier tour | Premier tour | Second tour | Second tour |  |
| Candidat       | Candidat                          | Parti          | Voix         | %            | Voix        | %           |  |
| -------------- | --------------------------------- | -------------- | ------------ | ------------ | ----------- | ----------- |  |
|                | Dominique Bussereau sortant réélu | UMP            | 20 485       | 40,01        | 26 740      | 52,15       |  |
|                | Fabienne Dugas-Raveneau           | PS             | 18 129       | 35,41        | 24 540      | 47,85       |  |
|                | Tony Lambert                      | RBM (SIEL)     | 6 946        | 13,57        |             |             |  |
|                | Jean-Yves Boiffier                | FG (PG) (PCF)  | 2 168        | 4,23         |             |             |  |
|                | Jean-Luc Guerbois                 | EÉLV           | 1 243        | 2,43         |             |             |  |
|                | Valérie Verduzier                 | CpF (MoDem)    | 795          | 1,55         |             |             |  |
|                | Laure Serra                       | DLR            | 524          | 1,02         |             |             |  |
|                | Martine Gantner                   | MPF            | 379          | 0,74         |             |             |  |
|                | Valérie Barraud                   | LO             | 348          | 0,68         |             |             |  |
|                | Stéphane Hays                     | Pirate         | 182          | 0,36         |             |             |  |
|                |                                   |                |              |              |             |             |  |
| Inscrits       | Inscrits                          | Inscrits       | 87 692       | 100,00       | 87 675      | 100,00      |  |
| Abstentions    | Abstentions                       | Abstentions    | 35 620       | 40,62        | 34 778      | 39,67       |  |
| Votants        | Votants                           | Votants        | 52 072       | 59,38        | 52 897      | 60,33       |  |
| Blancs et nuls | Blancs et nuls                    | Blancs et nuls | 873          | 1,68         | 1 617       | 3,06        |  |
| Exprimés       | Exprimés                          | Exprimés       | 51 199       | 98,32        | 51 280      | 96,94       |  |

#### Cinquième circonscription (Royan - Oléron)
| Candidat       | Candidat                         | Parti          | Premier tour | Premier tour | Second tour | Second tour |  |
| Candidat       | Candidat                         | Parti          | Voix         | %            | Voix        | %           |  |
| -------------- | -------------------------------- | -------------- | ------------ | ------------ | ----------- | ----------- |  |
|                | Didier Quentin sortant réélu     | UMP            | 25 925       | 41,68        | 32 697      | 53,99       |  |
|                | Pascal Ferchaud                  | PRG (PS)       | 21 637       | 34,79        | 27 866      | 46,01       |  |
|                | Jean-Marc de Lacoste-Lareymondie | RBM (FN)       | 8 769        | 14,10        |             |             |  |
|                | Jacques Guiard                   | FG (PCF)       | 2 340        | 3,76         |             |             |  |
|                | Laurence Marcillaud              | EÉLV           | 1 272        | 2,05         |             |             |  |
|                | Michel Renault                   | CpF (MoDem)    | 957          | 1,54         |             |             |  |
|                | Sylvie Moreau                    | LT-LNÉ         | 608          | 0,98         |             |             |  |
|                | Pascale Lequeux                  | AÉI            | 361          | 0,58         |             |             |  |
|                | Anne Bernon                      | LO             | 327          | 0,53         |             |             |  |
|                |                                  |                |              |              |             |             |  |
| Inscrits       | Inscrits                         | Inscrits       | 106 006      | 100,00       | 105 996     | 100,00      |  |
| Abstentions    | Abstentions                      | Abstentions    | 42 999       | 40,56        | 43 829      | 41,35       |  |
| Votants        | Votants                          | Votants        | 63 007       | 59,44        | 62 167      | 58,65       |  |
| Blancs et nuls | Blancs et nuls                   | Blancs et nuls | 811          | 1,29         | 1 604       | 2,58        |  |
| Exprimés       | Exprimés                         | Exprimés       | 62 196       | 98,71        | 60 563      | 97,42       |  |